# Conflicto entre la Municipalidad Metropolitana de Lima y el Ministerio de Transporte y Comunicaciones de Perú
El conflicto entre la Municipalidad Metropolitana de Lima (MML) y el Ministerio de Transporte y Comunicaciones de Perú (MTC) se refiere a una serie de incidentes acaecidas en el año 2025 entre ambas entidades del Estado peruano (lideradas por Rafael López Aliaga y César Sandoval, respectivamente) con respecto a la viabilidad del tren de cercanías Lima-Chosica y la Vía Expresa Sur.

## Acontecimientos

### Tren de cercanías Lima - Chosica
El 10 de julio, Sandoval, en declaraciones a Exitosa, mencionó que "no hay paraderos, no hay cruces de seguridad, no hay doble vía, no hay nada de eso" con respecto al tren. Sandoval añadió que, aunque no se oponía al tren, no se comprometía a un inicio inmediato de sus operaciones. En declaraciones a RPP, Sandoval mencionó que al llegar el primer lote del material rodante del tren, iban a "ser trasladados al almacén de la concesionaria porque esa es su ruta. Llegan, desembarcan, desaduanan y se trasladan al almacén, no hay otra cosa que hacer". López Aliaga, previamente declaró que "con cambio de ministro [de Raúl Pérez a Sandoval], [Sandoval] no ha estado enterado. Ahí lo dejo. La coordinación ha existido, pero si hay buena voluntad salen las cosas, si no, no sale nada. Si quiere hacer burocracia, demoran meses. Le dejo la carga a este nuevo MTC, piense en la gente. Para esto está la política".
El 14 de julio, en respuesta a la llegada de los vagones de Caltrain al Callao, el MTC declaró que no se oponían al tren sino que esperaban que su implementación debía respetar las procesos técnicos y autorizaciones respectivas. Esto, tras los pronunciamientos de López Aliaga contra Sandoval. Ante ello, López Aliaga acusó al MTC de boicotear un proyecto que, según él, estaba orientado al bienestar de la población.
El 17 de julio, el MTC convocó a una mesa técnica para el 22, con participación del Ministerio de Economía y Finanzas (MEF), la Contraloría, el Organismo Supervisor de la Inversión en Infraestructura de Transporte de Uso Público (OSITRAN) y la Autoridad de Transporte Urbano para Lima y Callao (ATU). La noticia fue anunciada por Sandoval, quien declaró que "el transporte de Lima necesita soluciones urgentes, pero esas soluciones deben hacerse de forma técnica y dentro del marco normativo. Como ministro, no puedo ser irresponsable ni pasar por alto los procedimientos".
El 22 de julio se llevó a cabo la mesa técnica, sin presencia de funcionarios de la MML. Se concluyó en seguir adelante el proyecto del tren, pero desde la propuesta del MTC, que contemplaba inicialmente un plazo de 39 meses para liberar las áreas necesarias y elaborar el expediente técnico. Para acelerar el proceso, se optó por aplicar la modalidad de "fast track".

### Vía Expresa Sur
El 8 de agosto, la MML emitió un comunicado en donde acusó al MTC de "acoso político", esto tras la emisión de la Resolución Directoral N° 0038-2025-MTC/16.01., en donde se imponía una multa de 30 000 UIT por el certificado ambiental. Según el MML, se "solicitó al MTC la aprobación del Reglamento de Adecuación Ambiental", pero no se obtuvo respuesta, además, en dicho comunicado el MML detalló que "mediante Ordenanza N° 2660 de fecha 17.10.2024, se declaró en emergencia y de interés metropolitano la intervención de la ampliación de la Vía Expresa Sur" y que la recuperación de los espacios públicos era una facultad de la MML. López Aliaga, en la inauguración de una obra en el distrito de La Victoria, declaró que el MTC de Sandoval era una "mafia que vive del presupuesto y frena proyectos vitales para Lima".  El viceministro de transporte, Ismael Sutta, rechazó las acusaciones de acoso. Según el MTC, no había un certificado ambiental vigente para la obra ya que había caducado y no lo habían renovado. Milagros Verástegui, directora general de asuntos ambientales del MTC, declaró que en octubre del 2024, tras una denuncia del Organismo de Evaluación y Fiscalización Ambiental (OEFA), se comunicó a la MML de manera formal que su certificación había caducado. Alberto Rojas, jefe del gabinete de asesores del MTC, detalló que la MML no había presentado una certificación nueva. El MTC anunció que la sanción no era inmediata sino el inicio de un proceso administrativo sancionador.
El 9 de agosto, la MML sacó un comunicado en donde reiteró su posición de que era responsabilidad de la MML liberar los espacios públicos y que "esto no necesita certificación ambiental". Además, se detalló que la MML apoyó al MTC en diversas obras, "obras [que] deberían ser ejecutadas por la ATU, que depende del MTC". El MTC lanzó un comunicado en que detallaron que el "MTC advirtió a la Municipalidad Metropolitana de Lima que carecía de certificación ambiental para intervención en Vía Expresa Sur, pero continuaron irregularmente con las obras".
El 11 de agosto, Sandoval declaró que no había acoso político contra el MML mencionando que "la MML tuvo 10 meses para presentar su certificación [ambiental], pero no lo hizo" y le pidió a la MML "no promover la anarquía en la ciudad y respetar los procesos, las normas y la fiscalización en las obras públicas". Aquel mismo día, Mariella Falla, gerente de seguridad ciudadana de la MML, anunció que la municipalidad iba a tomar "acciones legales". Mientras tanto, Renzo Reggiardo, teniente alcalde de la MML, pidió al premier Arana que reestablezca el diálogo entre ambas entidades estatales.